# Losowanie warstwowe
Losowanie warstwowe – losowanie próby oddzielnie z każdej części, która nazywa się warstwą populacji generalnej, które zostały wydzielone przed losowaniem.
Ten sposób wyboru próbki losowej jest stosowany, gdy populacja jest bardzo niejednorodna. Wstępny podział populacji na bardziej jednorodne warstwy, a następnie losowanie próbek z każdej z tych warstw często zwiększają reprezentatywność próby i zmniejszają błąd próby. Warstwy powinny być rozłączne (tzn żaden element populacji nie może być zaliczony do dwóch różnych warstw) oraz wyczerpujące (czyli w sumie powinny dawać całą populację; każdy element populacji powinien należeć do jednej z warstw). Populację można podzielić na nie więcej jak sześć warstw.
Losowanie warstwowe stosuje się wówczas gdy badana populacja generalna charakteryzuje się dużym zróżnicowaniem, a zarazem występowaniem dużej liczby jednostek posiadających tę samą wartość zmiennej. Podczas losowania warstwowego może nastąpić taka sytuacja, gdy zostaną wylosowane tylko takie elementy, które posiadają taką samą wartość zmiennej. Aby tego uniknąć, należy podzielić populację generalną na mniejsze zbiory jednostek charakteryzujących się taką samą wartością zmiennej, a następnie wylosowaniu z każdej z grup próbę. Suma wszystkich prób stanowi próbę z populacji generalnej.